# Hrachovište
Hrachovište este o comună slovacă, aflată în districtul Nové Mesto nad Váhom din regiunea Trenčín. Localitatea se află la altitudinea de 210 m deasupra n.m., se întinde pe o suprafață de 9,21 km2 și în 2017 număra 705 locuitori.

## Istoric
Localitatea Hrachovište este atestată documentar din 1392.

## Demografie
| An:                | 1994 | 2004   | 2014   | 2024    |
| ------------------ | ---- | ------ | ------ | ------- |
| Număr de persoane: | 666  | 694    | 720    | 644     |
| Diferență:         |      | +4,20% | +3,74% | −10,55% |

| An:                | 2023 | 2024   |
| ------------------ | ---- | ------ |
| Număr de persoane: | 643  | 644    |
| Diferență:         |      | +0,15% |